# Truyền thuyết bá vương
Truyền thuyết bá vương hay Vương tử Takeru (chữ Nhật: 覇王伝説 驍, はおうでんせつ たける, bính âm: Haou densetsu Takeru) là một bộ truyện tranh manga Nhật Bản do họa sĩ Shimazaki Yuzuru sáng tác ở tạp chí manga "Weekly Shonen Magazine" vào năm 1991. Truyện gồm tất cả 20 tập. Cốt truyện bắt đầu bằng những cuộc chiến tranh ở quốc đảo tương tự như Nhật Bản (thời kỳ Chiến quốc) qua đó toát lên tinh nhần nhân đạo của các vị vua họ Điểu (Hotaka) như Điểu Phụng, Điểu Kiên (Takeru) và Điểu Cương (Takeno) cùng các gia thần trung thành như Tanoshi (Tốn Khải), Shiro (Lưu Huy) những kẻ thù như Worai, Tử thần Vàng rực Kỵ Lương Lê (Kiro/Kira Rei). Truyền thuyết Bá vương hay phần tiếp theo mang tên Vương tử Takeru là một tác phẩm ghi nhận được độc giả Việt Nam biết đến vào khoảng cuối thập niên 1990 đầu thập niên 2000, bộ truyện này gồm 35 tập và đã có mặt tại Việt Nam qua các bản truyện tranh mà bạn đọc truyền tay nhau, cho thuê, cho mượn vào năm 1999-2000.

## Nội dung
Bộ truyện tranh Vương Tử Takeru – Truyền Thuyết Bá Vương gồm hai phần, kể về hành trình của hai cha con hoàng tử trong việc khởi nghĩa chống lại bạo chúa, giành lại vương quyền đã mất.
- Phần 1: Nhân vật chính là một hoàng tử Điểu Kiên (Takeru), phải trốn chạy sau khi người cha Lãnh chúa Điểu Phụng bị hãm hại bởi người anh em. Cậu đã được Tốn Khải, một võ thần với tính cách và võ công như nhân vật Quan Vân Trường trong Tam Quốc Chí, hộ giá, bảo vệ và phò tá. Cùng nhau, họ tập hợp tàn quân và xây dựng lại đế chế của cha.
- Phần 2: Con trai của vị hoàng tử là Điểu Cương (Takeno) tiếp tục hành trình chống lại bạo chúa. Người con có tính cách mạnh mẽ, dũng mãnh, kiên cường và quyết đoán hơn và giỏi võ, lại có trái tim nhân từ. Tập cuối cùng có lời thoại đáng chú ý của Điểu Cương sau trận chiến cuối cùng. Anh ta suy nghĩ rằng "việc tranh giành bắt nguồn từ dục vọng xấu xa của cá nhân. Nếu như vậy thì chỉ cần tạo dựng nên một nơi mà ở đó mọi người cùng yêu thương nhau, có lòng nghỉ tới người khác thì con người có thể được hòa bình thật sự. Tin tưởng rằng "hòa bình vĩnh cửu" không phải là mộng ảo, nhất định có thể thực hiện được. Cách làm cho đất nước giàu mạnh không phải là dùng vũ lực tước đoạt hoặc chém giết. Ai biết cách thông hiểu lòng dân, lấy tình nghĩa thống trị bá tánh, mới đích thực là Vua của muôn vua".

Các nhân vật đáng chú ý của bộ truyện này gồm có Kỵ Lương Lê chỉ huy đội Kỵ binh Thánh Bảo, một đơn vị kỵ binh tinh nhuệ nổi bật áo choàng với các kỹ năng võ thuật chiến đấu. Trong truyện có tả cảnh đoàn Hắc kỵ binh với trang bị cả người và ngựa đều mặc áo giáp đen. Chúng là kỵ binh hạng nặng và được coi là "quái vật". Chúng sử dụng giáo kiểu kỵ sĩ Tây và kiếm làm vũ khí. Bộ truyện này còn khắc họa nữ nhân vật Shiran được biết đến là kiếm sĩ thiên tài huyền thoại, và là một phụ nữ xinh đẹp. Cô mặc áo giáp trắng phương Tây, và là bậc thầy về kiếm thuật độc đáo, với tuyệt kỹ uốn cong thanh kiếm mỏng của mình để làm đối thủ bối rối và hạ gục kẻ thù bằng những động tác nhanh nhẹn. Cô đã tự mình bảo vệ khu giải trí của khu Trường Lạc (Changle), nhưng đã bị rơi vào một cái bẫy do bọn cướp giăng ra và rơi vào tình huống éo le, sau đó đã được giải cứu.